# Basella madagascariensis
Basella madagascariensis är en växtart  i släktet malabarspenater och familjen malabarspenatväxter. Den beskrevs först av Louis Hyacinthe Boivin och Joseph Marie Henry Alfred Perrier de la Bâthie. Inga underarter finns listade i Catalogue of Life.
Basella madagascariensis är känd från norra, västra och södra Madagaskar, där den återfunnits på tämligen låg höjd. Skillnaderna mellan B. madagascariensis och den mycket närbesläktade B. leandriana är inte helt tydligt beskrivna i forskningen; fruktställningen hos B. madagascariensis är mycket tunnare än hos B. leandriana och frukterna är mindre och rundare, men det är inte uteslutet att detta endast utgör variationer inom samma art.